# Johannes Vilhelm Jensen
Johannes Vilhelm Jensen (Farsø, Dinamarca, 1873 - Copenhaguen, 1950) fou un escriptor danès guardonat amb el Premi Nobel de Literatura l'any 1944.

## Biografia
Va néixer el 20 de gener del 1873 a la ciutat de Farsø, població situada al comtat de Jutlàndia septentrional, a la península de Jutlàndia. Va estudiar medicina a la Universitat de Copenhaguen alhora que treballava de periodista per poder-se pagar els estudis. Després de tres anys d'estudi, decidí abandonar-lo per dedicar-se plenament a la literatura.
Va morir el 25 de novembre del 1950 a la ciutat de Copenhaguen.

## Obra literària
La seva obra s'inicià l'any 1896 amb Danskere (Els danesos), novel·la en la qual es veu la clara influència de Johannes Jørgensen. L'any següent, publicà Einar Elkjoer i posteriorment sortiran a la llum les tres sèries de contes Himmerlandshistorier (Històries de Himmerland), que es publicaren els anys 1898, 1904 i 1910 i en les quals retrata la vida jutlandesa.
Posteriorment publicà Madame d'Ora (1904) i Hjulet (La ruta, 1905) influenciades pel viatge que realitzà als Estats Units d'Amèrica, on va veure l'impacte que la tecnologia tenia en la societat. En aquestes obres, reflecteix l'exaltació del progrés humà, la supremacia de l'ésser humà davant la matèria. Entre 1899 i 1902, publicà la novel·la Kongens Fald (La caiguda del rei), una biografia fictícia del rei Cristià II de Dinamarca formada per tres volums. Jensen va trigar dotze anys a escriure la seva obra mestra, Den lange rejse (Periple escandinau o El llarg viatge) (1908-1922), una epopeia que narra la història de la humanitat des de les glaciacions fins a Cristòfor Colom en sis volums.
Així mateix, també va escriure assaigs i poesia. L'any 1944, fou guardonat amb el Premi Nobel de Literatura pel vigor i fecunditat de la seva imaginació literària, en la qual ha sabut combinar una curiositat intel·lectual de llarg abast amb un estil creatiu, audaç i nou.

## Obra seleccionada
| - 1896: Danskere - 1898: Einar Elkær - 1898-1910: Himmerlandshistorier - 1898: Himmerlandsfolk - 1904: Nye Himmerlandshistorier - 1910: Himmerlandshistorier. Tredje Samling - 1899: Intermezzo - 1901: Kongens Fald - 1904: Madame D'Ora - 1905: Hjulet - 1908-1922: Den lange Rejse - 1908: Bræen - 1912: Skibet - 1919: Norne-Gæst - 1919: Det tabte Land - 1921: Christofer Columbus - 1923: Cimbrernes Tog - 1915: Eksotiske Noveller - 1935: Dr. Renaults Fristelser - 1936: Gudrun - 1906: Digte 1906 - 1925: Aarets Højtider - 1926: Verdens Lys - 1931: Den jyske Blæst - 1937: Paaskebadet | - 1901: Den gotiske Renaissance - 1904: Skovene - 1907: Den ny Verden - 1911: Nordisk Aand - 1912: Rudyard Kipling - 1915: Introduktion til Vor Tidsalder - 1920: Johannes Larsen og hans Billeder - 1923: Æstetik og Udvikling - 1925: Evolution og Moral - 1926: Thorvaldsens Portrætbuster - 1927: Nordvejen - 1927: Dyrenes Forvandling - 1928: Aandens Stadier - 1930: Retninger i Tiden - 1931: Form og Sjæl - 1934: Fra Fristaterne - 1934: Det Blivende - 1937: Jyske Folkelivsmalere - 1938: Thorvaldsen. Haandværkeren og Manden - 1941: Mindets Tavle - 1941: Vor Oprindelse - 1942: Kvinden i Sagatiden - 1950: Tilblivelsen |